# Gulfcrest (Alabama)
Gulfcrest es un lugar designado por el censo ubicado en el condado de Mobile en el estado estadounidense de Alabama. En el año 2010 tenía una población de 161 habitantes.

## Geografía
Gulfcrest se encuentra ubicado en las coordenadas 30°59′28″N 88°14′31″O / 30.99111, -88.24194.